# Megastigmus sexsetae
Megastigmus sexsetae är en stekelart som beskrevs av Girault 1927. Megastigmus sexsetae ingår i släktet Megastigmus och familjen gallglanssteklar. Inga underarter finns listade i Catalogue of Life.